# Amerikai botrány
Az Amerikai botrány (eredeti cím: American Hustle) 2013-ban bemutatott amerikai bűnügyi vígjáték David O. Russell rendezésében. A forgatókönyvet David Russell és Eric Singer írta. A főszereplők Christian Bale és Amy Adams, mint két szélhámos. A cselekményt valós események ihlették, melyek „Abscam” műveletként híresültek el.

## Cselekménye
Irving Rosenfeld zseniális szélhámos, aki tettestársával, Sydney Prosserrel megannyi stiklit elkövetett már, a tét azonban növekszik, mikor felkelti egy FBI-ügynök, Richard DiMaso figyelmét: az ügynök rákényszeríti, hogy segítsen neki korrupt politikusokat és az alvilág több szereplőjét csőbe húzni és kompromittálni. Irving cseppet sincs oda ezért a kényszerhelyzetért, ezért a hatósági hadművelet közepette minden tehetségét latba veti, hogy hiteltelenítve DiMasót visszanyerje függetlenségét, és a bűnözők se tegyék el láb alól.

## Szereplők
| Színész              | Szerep                                 | Magyar hang     |
| -------------------- | -------------------------------------- | --------------- |
| Christian Bale       | Irving Rosenfeld                       | Fekete Ernő     |
| Bradley Cooper       | Richard "Richie" DiMaso FBI-ügynök     | Rajkai Zoltán   |
| Amy Adams            | Sydney Prosser / Lady Edith Greensly   | Bánfalvi Eszter |
| Jennifer Lawrence    | Rosalyn Rosenfeld                      | Balsai Móni     |
| Jeremy Renner        | Carmine Polito polgármester            | Anger Zsolt     |
| Louis C.K.           | Stoddard Thorsen                       | Törköly Levente |
| Jack Huston          | Pete Musane                            | Makranczi Zalán |
| Michael Peña         | Paco Hernandez / Abdullah sejk         | Takátsy Péter   |
| Elisabeth Röhm       | Dolly Polito                           | Madarász Éva    |
| Danny és Sonny Corbo | Danny Rosenfeld                        |                 |
| Shea Whigham         | Carl Elway                             | Kardos Róbert   |
| Alessandro Nivola    | Anthony Amado                          | Dévai Balázs    |
| Paul Herman          | Alfonse Simone                         | Jakab Csaba     |
| Saïd Taghmaoui       | Irv sejkje                             |                 |
| Adrian Martinez      | Julius                                 | Tóth Zoltán     |
| Colleen Camp         | Brenda                                 | Márton Eszter   |
| Dawn Olivieri        | Cosmo lány                             |                 |
| Erica McDermott      | Carl Elway asszisztense / Addie Abrams |                 |
| Robert De Niro       | Victor Tellegio                        | Tordy Géza      |

## A film és a valóság
A film valós események alapján készült, de a cselekmény több részletben is eltér. Az FBI 1978-ban kezdett hozzá az Abscam nevű művelethez, melynek korrupt politikusok lebuktatása volt a célja. Ehhez Melvin Weinberget, egy tehetséges, a hatóságokkal már korábban is együttműködő szélhámost vették igénybe, aki korábbi átverései miatt kiszabott börtönbüntetésétől tudott így mentesülni. A terv részeként egy fiktív arab sejk környékezte meg a politikai szereplőket (akit a filmmel ellentétben összesen három ügynök alakított), hogy a fedőtörténet szerint a hazájában tiltott bankügyletekben, illetve Atlantic City-i kaszinó-befektetésekben segítsenek neki némi haszonért, majd a pénzátadásról videófelvételeket készítettek. Több célszemély visszautasította a kenőpénzt, de az azt elfogadók ellen 1980-ban eljárások indultak, így több szenátor és képviselő, de a New Jersey-i Camden város akkori polgármestere, Angelo Errichetti ellen is, kinek a filmbéli családcentrikus karaktere, Carmine Polito is teljesen más a valóságban ellenszenves Errichettihez képest. Weinberg a filmbéli karakteréhez, Irving Rosenfeldhez képest sok szempontból szintén más volt, a szeretőjéből lett feleségét Marie-nek hívták Rosalyn helyett, az új szeretője viszont valóban Sydney Prossernek adta ki magát, akit igazából Evelyn Knightnak hívtak. Evelyn kesőbb elhagyta Weinberget, Marie pedig utóbb öngyilkos lett. DiMaso ügynök szintén filmbéli karakter, aki a műveletet irányító két FBI-ügynökön, John Goodon és Tony Amoroson alapult, közülük pedig a valóságban senki sem kezdett viszonyt Weinberg szeretőjével. Az ügy után új szabályokat hoztak arra vonatkozólag, hogy hogyan lehet hatósági megfigyeléseket és lehallgatásokat végezni.

## Fontosabb díjak és jelölések
BAFTA-díj (2014)
- díj: legjobb női mellékszereplő – Jennifer Lawrence
- díj: legjobb eredeti forgatókönyv – David O. Russell, Eric Singer
- díj: legjobb smink és maszk
- jelölés: legjobb film
- jelölés: legjobb rendező – David O. Russell
- jelölés: legjobb férfi mellékszereplő – Bradley Cooper
- jelölés: legjobb jelmeztervezés
- jelölés: legjobb látványtervezés
- jelölés: legjobb női alakítás – Amy Adams
- jelölés: legjobb férfi alakítás – Christian Bale

Golden Globe-díj (2014)
- díj: legjobb női mellékszereplő: Jennifer Lawrence
- díj: legjobb színésznő – zenés film és vígjáték kategória – Amy Adams
- díj: legjobb film – zenés film és vígjáték kategória
- jelölés: legjobb rendező – David O. Russell
- jelölés: legjobb férfi mellékszereplő – Bradley Cooper
- jelölés: legjobb színész – zenés film és vígjáték kategória – Christian Bale
- jelölés: legjobb forgatókönyv – David O. Russell

Oscar-díj (2014)
- jelölés: legjobb film
- jelölés: legjobb rendező – David O. Russell
- jelölés: legjobb férfi mellékszereplő – Bradley Cooper
- jelölés: legjobb női mellékszereplő – Jennifer Lawrence
- jelölés: legjobb eredeti forgatókönyv – Eric Singer, David O. Russell
- jelölés: legjobb jelmeztervezés
- jelölés: legjobb látványtervezés
- jelölés: legjobb vágás – Alan Baumgarten, Crispin Struthers, Jay Cassidy
- jelölés: legjobb női alakítás – Amy Adams
- jelölés: legjobb férfi alakítás – Christian Bale

## Fordítás
Ez a szócikk részben vagy egészben  az   Abscam című angol Wikipédia-szócikk fordításán alapul.  Az eredeti cikk szerkesztőit annak laptörténete sorolja fel. Ez a jelzés csupán a megfogalmazás eredetét és a szerzői jogokat jelzi, nem szolgál a cikkben szereplő információk forrásmegjelöléseként.